# Kręci mnie ten świat
Kręci mnie ten świat – album solowy polskiej piosenkarki Ireny Santor. Wydawnictwo ukazało się 15 listopada 2010 roku nakładem Polskiego Radia w dystrybucji Licomp Empik Multimedia.
Nagrania dotarły do 4. miejsca zestawienia OLiS. 2 lutego 2012 roku płyta uzyskała certyfikat złotej.

## Lista utworów
Opracowano na podstawie materiału źródłowego.
1. „Wakacje w Barcelonie” (S. Krajewski – W. Młynarski)
2. „Wiara, nadzieja i miłość” (P. Rubik – J. Cygan)
3. „Jeszcze jeden świt” (S. Krajewski – W. Młynarski)
4. „Szanowny Panie Balzak” (J. Derfel – W. Młynarski)
5. „Wiosna w Karolinie” (W. Nahorny – W. Młynarski)
6. „Nie narzekajmy na klimat” /Piosnka/ (S. Soyka – A. Osiecka)
7. „Mogłoby zostać jak jest” (Z. Wodecki – J. Wołek)
8. „Poduszka” (Cz. Majewski – J. Wołek)
9. „Nie przestanę wierzyć” (S. Krajewski – W. Młynarski)
10. „Na tej pożółkłej fotografii” (S. Krajewski – M. Ibiszczanik)
11. „Tylko nie ma tego czegoś” (J. Kanty Pawluśkiewicz – L.A. Moczulski)
12. „Mój uśmiech weź na drogę” (S. Krajewski – W. Młynarski)
13. „Póki słońce ma blask” (Cz. Majewski – M. Robaczewski)
14. „Śpiewam, czyli jestem” (J. Sent – W. Młynarski)